# Tichomir Mirkovič
Tichomir Mirkovič (9. prosince 1928 – 14. dubna 2022) byl český válečný veterán, bojovník ve druhé světové válce. Zapojil se především do partyzánských bojů v Jugoslávii.
Tichomir Mirkovič se narodil 9. prosince 1926 na Prachaticku do smíšeného manželství Češky a Bosňana. V roce 1928 rodina odešla do Bosny. Po obsazení Bosny německou armádou v roce 1941 mu byly vytvořeny falešné doklady, kde mu byl věk snížen z 15 na 13 let, aby nebyl odveden do koncentračního tábora. Poté odešel k partyzánským oddílům, osvobozoval Bělehrad. Byl také členem československé brigády Jana Žižky z Trocnova. Po skončení války odešel na studia do Československa, kde zůstal natrvalo. Měl řadu potíží, protože otevřeně vyjadřoval své často kontroverzní názory. Po roce 1968 byl vyloučen z Československého svazu protifašistických bojovníků pro nesouhlas s okupací Československa. Téměř do konce života byl představitelem Československé obce legionářské. Zemřel v Praze 14. dubna 2022.

## Vyznamenání
- Záslužný kříž ministra obrany České republiky
- Medaile Zasloužilý bojovník proti fašismu
- Čestný pamětní odznak k 60. výročí ukončení 2. světové války [3]
- Pamětní medaile ČsOL „1914–1918 / 1939–1945“
- Medaile za vítězství nad Německem ve Velké vlastenecké válce 1941–1945